# Herbert Rosenfeld
Pour les articles homonymes, voir Rosenfeld.
Herbert Alexander Rosenfeld, né à Nuremberg le 2 juillet 1910 et mort à Londres le 29 novembre 1986, est un psychiatre et psychanalyste britannique.

## Nuremberg
Herbert Rosenfeld est le fils de Lily et Arthur Rosenfeld. Son ancêtre, Samson Rosenfeld, est élu rabbin de Bamberg en 1926. Il est le premier rabbin réformé de Bavière. Arthur Rosenfeld dirige l'entreprise Rosenfeld & Companie à Nuremberg en 1930, ville où 70% des entreprises appartiennent alors à des Juifs.

## Parcours de formation et professionnel
Herbert Rosenfeld étudie la médecine dans plusieurs universités allemandes, et obtient son diplôme de médecine à l'université de Munich en 1934. En tant que juif, il n'est pas autorisé à pratiquer la médecine mais il continue ses études, avec l'appui d'un de ses professeurs.
Il émigre en 1935, du fait des lois raciales anti-juives, et s'installe au Royaume-Uni, repassant ses examens à l'université de Glasgow, pour pouvoir exercer la médecine. Alors qu'il devient psychiatre, il s'intéresse au traitement psychothérapique de la psychose. Il entreprend une analyse didactique avec Melanie Klein en 1942, à la Société britannique de psychanalyse, dont il devient membre associé en 1945, membre adhérent en 1948 puis didacticien en 1949. Herbert Rosenfeld appartient, au sein de la Société de psychanalyse, au groupe kleinien. Il est également Fellow du Royal College of Psychology (1972).

## Théories
Il fournit notamment un complément de théorie au concept d'identification projective, élabore le concept de « confusion » et pose les bases d'une théorie d'un narcissisme destructeur qui a été reprise et développée par André Green. Son dernier ouvrage, Impasses et interprétation, envisage la façon de prendre en compte les moments critiques de patients dits difficiles. Alors que pour certains analystes, la réaction thérapeutique négative est un échec rédhibitoire, Rosenfeld tente de démontrer que ces impasses sont des moments qui devraient être dépassés. Selon lui, ces impasses correspondent au besoin qu'éprouvent des patients de revivre et faire vivre à leur analyste les impasses qu'ils ont eux-mêmes rencontrées à des moments clés de leur développement psychique.

### Publications
- États psychotiques. Essais psychanalytiques, Paris, Puf, 1976, coll. « Le Fil rouge » (OCLC 301408157).
- Impasse et interprétation. Facteurs thérapeutiques et anti-thérapeutiques dans le traitement psychanalytique des patients psychotiques, borderline et névrosés, Paris, Puf, 1990, coll. « Le Fil rouge »,  (ISBN 2130425615).